# Vinny Curry
Vinny Curry (ur. 30 czerwca 1988 roku w Neptune w stanie New Jersey) – amerykański zawodnik futbolu amerykańskiego, występujący na pozycji defensiv enda. Zawodnik zespołu Philadelphia Eagles, grającego w lidze NFL.  Po występach w rozgrywkach akademickich NCAA, w barwach Marshall w roku 2012 został wybrany przez drużynę Eagles w drafcie NFL.

## Szkoła średnia
Curry uczęszczał do Neptune High School w rodzinnym mieście oraz do Harmony Community School w Cincinnati. W pierwszej drużynie został wybrany na jej kapitana oraz MVP, a także został wybrany do pierwszej drużyny stanu New Jersey. W drugiej szkole również został uznany za najlepszego zawodnika drużyny.

## College
Zawodnik uczęszczał do Marshall University od 2008 do 2011 roku.

### Sezon 2008
W pierwszym sezonie Curry wystąpił w siedmiu meczach swojej drużyny. Zanotował w sumie 9 zatrzymań oraz 2 fumble. Jego najlepszym występem był mecz przeciwko uczelni z Cinncinnati, gdzie zanotował 2 zatrzymania.

### Sezon 2009
Był to pierwszy sezon, w którym Curry występował  w pierwszym składzie drużyny Marshall. Rozegrał wszystkie 13 spotkań sezonu zasadniczego, zawsze występując na pozycji defensive enda. Zanotował w sumie 59 zatrzymań, 8,5 zatrzymań, po których przeciwnik tracił część pola gry, a także 3,5 sacka.

### Sezon 2010
Przełomowy sezon dla zawodnika. Odnotował 12 sacków, po których przeciwnicy stracili 83 jardy. Jest to jego rekordowy wynik, a jednocześnie 6. wynik w pierwszej dywizji NCAA FBS w tym sezonie. Jednocześnie Curry osiągnął rekord w liczbie zatrzymań, których w sumie miał 94.

### Sezon 2011
Był to kolejny dobry sezon w wykonaniu zawodnika. Odnotował 11 sacków, co było szóstym wynikiem w kraju oraz 6 fumbli, drugi wynik. Jego dobre występy zostały docenione przez trenerów i analityków. Został uznany za najlepszego gracza defensywy swojej konferencji w minionym sezonie. Była to pierwsza taka nagroda dla zawodnika z uczelni Marshall od roku 2006, kiedy to zdobył ją Albert McClellan.

## NFL

### Draft
Curry został wybrany w drafcie w roku 2012 przez zespół Philadelphia Eagles w drugiej rundzie (59. wybór). Był zawodnikiem, który uzyskał w drafcie najwięcej głosów ze swojej uczelni od czasu Dariusa Wattsa w roku 2004.
| 191 cm             | 121 kg | 82,8 cm | 4,98 s | 4,40 s | 6,90 s | 0,81 m | 2,79 m | 28 powtórzeń |
| Dane z NFL Combine |        |         |        |        |        |        |        |              |

### Philadelphia Eagles
Z drużyną z Filadelfii podpisał czteroletni kontrakt 9 maja 2012. W barwach nowej drużyny zadebiutował w 12. tygodniu rozgrywek, w meczu przeciwko Carolina Panthers. W sumie w pierwszym sezonie występów w NFL rozegrał 6 spotkań, w żadnym nie wybiegając w podstawowym składzie. Odnotował 9 zatrzymań. Pierwszy sezon, w którym występował Curry okazał się jednym z najgorszych dla drużyny z Filadelfii. Zakończył się on bilansem 4-12. Wyniki drużyny wpłynęły na zwolnienie dotychczasowego trenera Andy'ego Reida.